# Apprendre à t'aimer
Pour plus de détails, voir Fiche technique et Distribution.
Apprendre à t'aimer est un téléfilm français réalisé par Stéphanie Pillonca et diffusé le 8 septembre 2020 sur M6. Ce téléfilm aborde le sujet d'un couple dont le bébé est porteur de la trisomie 21.

## Synopsis
Frank et Cécile attendent leur premier enfant. Seulement, après l’accouchement, le médecin leur annonce que leur fille est porteuse de trisomie 21. Alors que Cécile se démène avec l’enfant, Frank délaisse sa femme et sa fille, car il a honte. Parviendra-t-il quand même à accepter sa fille?

## Fiche technique
- Réalisation : Stéphanie Pillonca
- Scénario : Stéphanie Pillonca et Catherine Hoffmann
- Directeur de la photographie : Hugues Poulain
- Montage : Fabien Bouillaud
- Ingénieur du son : Gautier Isern
- Musique : Martin Balsan
- Producteur : Nathanaël La Combe
- Société de production : Wonder Films
- Durée : 90 minutes
- Pays :  France
- Genre : drame
- Date de première diffusion : 
  -  France : 6 février 2020 au festival des créations télévisuelles de Luchon
  -  France : 8 septembre 2020 sur M6

## Distribution
Sauf indication contraire, les informations mentionnées dans cette section peuvent être confirmées par la base de données cinématographiques IMDb,  présente dans la section « Liens externes ».
- Ary Abittan : Franck
- Julie de Bona : Cécile
- Youssef Hajdi : Zack
- Sébastien Autret : Le recruteur
- Guillaume Duhesme : Laurent
- Annie Grégorio : Marilou
- Mélanie Guth : Alice
- Yona Kervern : Zoé
- Marie Vincent : Mathilde
- Julie-Anne Roth : Karine
- Deborah Lukumuena

## Tournage
Le tournage a eu lieu à l'automne 2019, en région parisienne et dans le Var, notamment dans la commune de La Farlède.

## Réception critique
Selon Télérama, Apprendre à t’aimer pose un regard sensible sur la trisomie 21. Un véritable plaidoyer de la réalisatrice Stéphanie Pillonca pour l’acceptation de la différence. (...) porté par Julie de Bona et Ary Abittan, qui incarnent avec une justesse émouvante un couple confronté à la trisomie 21 non détectée de leur premier enfant.
En février 2020, le téléfilm a été récompensé par le prix "Coup de cœur" lors de la 22ème édition du festival de Luchon.

## Audiences
Lors de sa première diffusion sur M6, le téléfilm rencontre un beau succès en arrivant 2e chaine ce soir-là derrière TF1 (qui diffusait un match de football). Il rassemble 3 791 000 de téléspectateurs, soit 17,2% de part de marché[réf. nécessaire].